# Batalla de Cerro Barón
La batalla de Cerro Barón fue un combate en la colina y barrio homónimos de la ciudad de Valparaíso. Tuvo lugar el 6 de junio de 1837.

## Batalla
El combate enfrentó al regimiento amotinado Cazadores de Maipú, al mando de su coronel José Antonio Vidaurre, y las tropas leales al gobierno dirigidas por Manuel Blanco Encalada. Los Cazadores acababan de asesinar al ministro Diego Portales. Vidaurre huyó por la quebrada de Viña del Mar al advertir su inminente derrota. Fue capturado meses después y ejecutado públicamente por un consejo de guerra.